# Paradelphomyia (Oxyrhiza) mexicana mexicana
Paradelphomyia (Oxyrhiza) mexicana mexicana is een ondersoort van de tweevleugelige Paradelphomyia (Oxyrhiza) mexicana uit de familie steltmuggen (Limoniidae). De ondersoort komt voor in het Neotropisch gebied.